# 科隆戈
科隆戈（法語：Kolongo），是馬里的城鎮，位於該國中部，由塞古區的馬西納省負責管轄，面積484平方公里，海拔高度277米，2009年人口37,648，人口密度每平方公里78人。